# Ncuti Gatwa
Massaro Ncuti Gatwa [nˈʃuːti ˈgatwɑː] est un acteur britannico-rwandais, né le 15 octobre 1992 à Kigali (Rwanda),.

## Biographie

### Jeunesse et formation
Massaro Ncuti Gatwa naît le 15 octobre 1992 dans le district de Nyarugenge à Kigali, au Rwanda,,, et grandit à Édimbourg et à Dunfermline dans le Fife, en Écosse. Son père, Tharcisse Gatwa, originaire du district de Karongi au Rwanda, est journaliste et docteur en théologie,.
Il entre au collège de Boroughmuir (en) (Édimbourg) et au lycée de Dunfermline (en), avant de s'inscrire en tant qu’étudiant d’art dramatique au Royal Conservatoire of Scotland à Glasgow,. En 2013, il y obtient un bachelor universitaire en lettres.

### Carrière
Ncuti Gatwa commence sa carrière au théâtre, où il interprète plusieurs personnages tels que Sammy Davis, Jr. dans The Rat Pack Live, Dr Faust dans Faustus 86, Mercutio dans Romeo & Juliet ou Demetrius dans A Midsummer Night's Dream.
En 2014, il décroche un petit rôle  dans un épisode intitulé The Van de la série télévisée Bob Servant.
En mai 2018, on annonce que l’acteur est engagé, aux côtés d’Asa Butterfield et de Gillian Anderson, dans le rôle d’Eric Effiong, un jeune étudiant ouvertement gay, pour Sex Education sur Netflix. Il reçoit de nombreux prix pour le rôle dans cette série, notamment un de la BAFTA Scotland en 2020 et trois British Academy Television Awards en 2020, 2021 et 2022,,,.

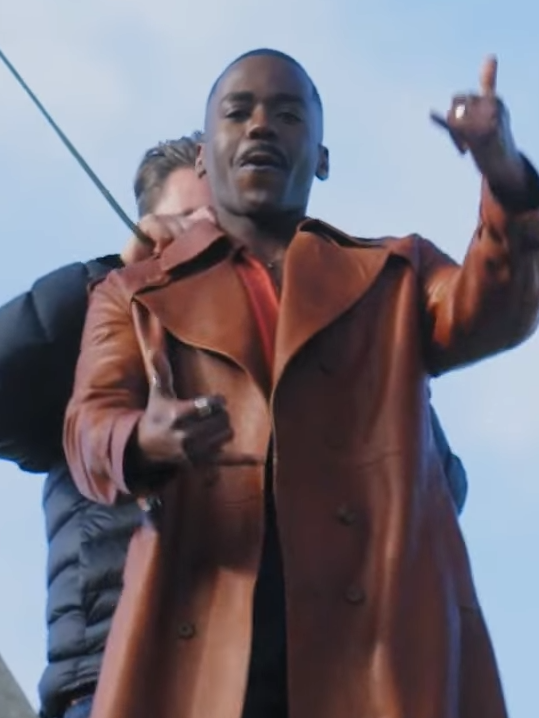
Ncuti Gatwa est le Quinzième Docteur, en 2023.

En février 2022, il prête sa voix au personnage principal, Valentin Manzi, un pilote de l'écurie Voltz, pour le jeu vidéo Grid Legends, développé par le studio Codemasters. En avril, il se joint, avec Kingsley Ben-Adir, Rhea Perlman, Emerald Fennell, Sharon Rooney, Scott Evans, Ana Cruz Kayne, Connor Swindells, Ritu Arya et Jamie Demetriou, à la réalisatrice Greta Gerwig pour son film Barbie, basé sur la gamme de poupées du même nom de la société Mattel. Le 8 mai, on annonce qu'il reprend le rôle du Docteur dans la série Doctor Who. Lors de l'épisode spécial soixante ans sur la BBC, diffusé le 23 octobre 2022, la surprise est totale à l'instant où le Docteur — incarnée par Jodie Whittaker — prend les traits de David Tennant lors de sa régénération. La BBC a très vite confirmé que David Tennant est officiellement le Quatorzième Docteur, et que Ncuti Gatwa sera sa quinzième incarnation. À la suite de l'annonce de ce rôle, il reçoit de nombreuses critiques et menaces le forçant à engager des agents de sécurité pour lui et sa famille,.
En avril 2024, il incarne Algernon Moncrieff dans la pièce L'Importance d'être Constant (The Importance of Being Earnest) au Lyttelton Theatre du Royal National Theatre, de ce novembre en janvier 2025 à Londres. Début juin, il est confirmé pour participer, aux côtés de Benedict Cumberbatch et Olivia Colman, à la nouvelle version de La Guerre des Rose (The War of the Roses, 1989) de Danny DeVito, adaptée du roman éponyme  de Warren Adler, et réalisée par Jay Roach.

### Vie privée
Fin août 2023, Ncuti Gatwa se dit fier d'être queer dans une interview du magazine Elle, après avoir évité de discuter de sa sexualité malgré les spéculations répandues, : « Je me souviens avoir participé à la marche des fiertés à Manchester, d’avoir défilé avec mes potes, puis j’ai vu une femme qui ressemblait beaucoup à ma tante. Elle m’a dit qu’elle ne savait pas pourquoi elle était là, et je lui ai répondu : « Chérie, tu n’as pas besoin de savoir. Tu es là. Sois fière de qui tu es. ». Et c’était la première fois que je rencontrais une autre personne queer du Rwanda. Je pensais que j’étais le seul ! ».

## Filmographie

### Cinéma
- 2019 : Horrible Histories: The Movie - Rotten Romans de Dominic Brigstocke : Timidius
- 2021 : La Dernière Lettre de son amant (The Last Letter from Your Lover) d'Augustine Frizzell : Nick
- 2023 : Barbie de Greta Gerwig : un Ken
- 2025 : La Guerre des Rose (The Roses) de Jay Roach

### Télévision

#### Téléfilm
- 2023 : An Adventure in Space and Time : lui-même (version 2023)

#### Séries télévisées
- 2015 : Stonemouth : Dougie (2 épisodes)
- 2019-2023 : Sex Education : Eric Effiong (32 épisodes)
- depuis 2023 : Doctor Who : le Quinzième Docteur
- 2024 : Tales of the TARDIS : le Quinzième Docteur[27] (saison 1, épisode 7 : Pyramids of Mars)

- 2024 : Masters of the Air : le second lieutenant Robert Daniels

## Théâtre
- The Rat Pack Live[10], mise en scène par Louis Hartshorn : Sammy Davis Jr
- The Blues Brothers Live[10], mise en scène par Louis Hartshorn : James Brown, Cab Calloway et Stevie Wonder
- Let the Right One In[10], mise en scène par John Tiffany : Micke
- I Knew a Man called Livingstone[10], mise en scène par Annie George : Chuma
- Tartuffe[10], mise en scène par Tony Cownie : Valere
- Faustus 86[10], mise en scène par Sophia Carr-Gomm : Dr Faust
- Twelth Night[10], mise en scène par Ali De Souza : Orsino
- Mourning Becomes Electra[10], mise en scène par Mark Stevenson : Seth
- Three Sisters[10], mise en scène par Katya Kamotskaia : Andre
- Victory[10], mise en scène par Hugh Hodgart et Mark Stevenson : Charles II
- Dundee Rep Scheme[10], mise en scène par de différentes personnes : plusieurs personnages
- Romeo & Juliet[10], mise en scène par Walter Meierjohann : Mercutio
- Shakespeare in Love[10], mise en scène par Declan Donnellan : Wabash
- Lines[10], mise en scène par Jay Miller : Valentine
- 946: The Amazing Story of Adolphus Tips[10], mise en scène par Emma Rice : Adolphus
- A Midsummer Night's Dream[10], mise en scène par Emma Rice : Demetrius
- Trouble in Mind[10], mise en scène par Laurence Boswell : John Nevins
- The Claim[10], mise en scène par Mark Maughan : Serge

## Distinctions

### Récompenses
- 2020 : BAFTA Scotland du meilleur acteur à la télévision dans une série télévisée comique pour Sex Education (2019-2023).
- 2020 : Cérémonie de la Broadcasting Press Guild de la meilleure révélation dans une série télévisée comique pour Sex Education (2019-2023).
- 2020 : Cérémonie de la Royal Television Society de la meilleure prestation humoristique dans une série télévisée comique pour Sex Education (2019-2023).
- 2020 : Festival du film de Newport Beach de la meilleure révélation de l’année dans une série télévisée comique pour Sex Education (2019-2023).

### Nominations
- 2019 : BAFTA Scotland du meilleur acteur à la télévision dans une série télévisée comique pour Sex Education (2019-2023).
- MTV Movie & TV Awards 2019 :
  - Meilleure performance exceptionnelle dans une série télévisée comique pour Sex Education (2019-2023).
  - Meilleur baiser avec Connor Swindells dans une série télévisée comique pour Sex Education (2019-2023).
- 2020 : Cérémonie de la Broadcasting Press Guild du meilleur acteur dans une série télévisée comique pour Sex Education (2019-2023).
- British Academy Television Awards 2020 : Meilleur acteur dans une série télévisée comique pour Sex Education (2019-2023).
- British Academy Television Awards 2021 : Meilleur acteur dans une série télévisée comique pour Sex Education (2019-2023).
- British Academy Television Awards 2022 : Meilleur acteur dans une série télévisée comique pour Sex Education (2019-2023).
- 2022 : BAFTA Scotland du meilleur acteur à la télévision dans une série télévisée comique pour Sex Education (2019-2023).
- BAFTA Scotland 2022 : Nomination au Prix du Public dans une série télévisée comique pour Sex Education (2019-2023).
- 2022 : Critics Choice Awards du meilleur acteur dans un second rôle dans une série télévisée comique pour Sex Education (2019-2023).
- 2024 : Gold Derby Awards de la meilleure distribution pour Barbie (2023) partagée avec Ritu Arya, Kingsley Ben-Adir, Michael Cera, Nicola Coughlan, Ana Cruz Kayne, Scott Evans, Will Ferrell, America Ferrera, Ryan Gosling, Ariana Greenblatt, Simu Liu, Kate McKinnon, Emma Mackey, Helen Mirren, Hari Nef, Rhea Perlman, Issa Rae, Margot Robbie, Sharon Rooney, Alexandra Shipp et Connor Swindells.
- 2024 : Critics Choice Awards du meilleur acteur dans une série télévisée dramatique pour Doctor Who (2023-2025) pour le rôle du Quinzième Docteur.
- 2024 : TV Times Awards de l'acteur préféré dans une série télévisée dramatique pour Doctor Who (2023-2025) pour le rôle du Quinzième Docteur.
- 2024 : The Queerties de la meilleure performance TV dans une série télévisée dramatique pour Doctor Who (2023-2025) pour le rôle du Quinzième Docteur.
- 2024 : Dorian TV Awards de la meilleure performance TV dans une série télévisée dramatique pour Doctor Who (2023-2025) pour le rôle du Quinzième Docteur.
- Dorian TV Awards 2024 : Nomination au Prix Trailblazer.
- 2024 : I Talk Telly Awards de la meilleure performance dramatique dans une série télévisée dramatique pour Doctor Who (2023-2025) pour le rôle du Quinzième Docteur.
- 2025 : Critics' Choice Super Awards du meilleur acteur dans une série télévisée fantastique pour Doctor Who (2023-2025) pour le rôle du Quinzième Docteur.

## Voix françaises
En France
- Jonathan Gimbord[28] dans :
  - Sex Education (série télévisée)
  - Barbie

Et aussi
- Yves Letzelter dans Horrible Histories: The Movie - Rotten Romans (en)[28]
- Maxime van Santfoort dans Doctor Who (série télévisée)
- Diouc Koma dans Masters of the Air (mini-série)